# Aquiloeurycea praecellens
Espèce
Synonymes
- Parvimolge praecellens Rabb, 1955
- Pseudoeurycea praecellens (Rabb, 1955)

Statut de conservation UICN

 CR B1ab(iii) : 
En danger critique
Aquiloeurycea praecellens est une espèce d'urodèles de la famille des Plethodontidae.

## Répartition
Cette espèce est endémique du Veracruz au Mexique. Elle se rencontre dans les environs de Córdoba.

## Publication originale
- Rabb, 1955 : A new salamander of the genus Parvimolge from Mexico. Breviora, Museum of Comparative Zoology, Cambridge, Massachusetts, vol. 42, p. 1-9 (texte intégral).